# Kalluvidi Abbigalla, Hosanagara
Kalluvidi Abbigalla là một làng thuộc tehsil Hosanagara, huyện Shimoga, bang Karnataka, Ấn Độ.